# 卓乃潭
卓乃潭，是臺灣彰化縣田中鎮的一個傳統地域名稱，位於該鎮東部偏北。相較於今日行政區，其範圍大致包括平和里西南部凸出部分、復興里西南部凸出部分、頂潭里、中潭里、龍潭里不含西南端、大社里東南部凸出部分。
高鐵彰化站位於本地區西北部。

## 歷史
台灣清治末期至日治初期，卓乃潭地區為一街庄，稱為「卓乃潭庄」，隸屬於武東堡。該庄北與大紅毛社庄、崙雅庄為鄰，東與大平庄、普興庄為鄰，南邊為田中央庄，西邊為大新庄，西邊最北側一小段與外三塊厝庄為界。
1901年（日治明治三十四年）11月，全台廢縣廳改設二十廳，該庄隸屬於彰化廳。1903年（明治三十六年）6月，該庄編入「卓乃潭區」，隸屬於彰化廳。1909年（明治四十二年）10月，合併二十廳為十二廳，卓乃潭區改隸屬於臺中廳。1920年（大正九年），該庄改制為「卓乃潭」大字，隸屬於臺中州員林郡田中庄。1940年，田中庄升格為田中街。
戰後田中街改制為田中鎮，隸屬於臺中縣，大字亦改制為里。1950年10月，中、彰、投分治，田中鎮改隸屬彰化縣。

## 聚落
本地區發展較早的聚落有崁頂、上潭（卓乃潭）、中潭、下潭、良吉等，在日治期初期的官方地圖上已有記載。此外，本地區尚有頂潭、龍潭等聚落。

## 交通
台鐵縱貫線是台灣西部南北鐵路幹線，大致以北北西—南南東走向經過卓乃潭地區中部。境內未設站，北側最近的是社頭車站，屬三等站，停靠少數自強號、莒光號，部分區間快車及全部區間車；南側最近的是田中車站，屬二等站，停靠部分普悠瑪號、自強號列車，及全部的莒光號、區間車、區間快車。由此等車站可前往台鐵沿線各站。
台灣高鐵大致以東北—西南走向經過卓乃潭地區西北部，並在境內設有高鐵彰化站，由此可快速前往高鐵南北各站。
縣道141號（員集路三段、東閔路三段）是員林至林內的道路，大致以縱向轉北北西—南南東走向經過本地區東部。由該道路向北可前往社頭、員林並止於省道台1線路口，向南南東可前往田中市區東郊、二水、林內並止於省道台3線路口。
鄉道彰94線（和平路）是崁頂至平和的道路，其西側端點位於本地區中部偏東南的舊縣道141號（員集路三段）路口。由此向東北轉東再轉東北，經縣道141號路口後轉東微北，出境後可前往大平與普興交界地帶並止於縣道137號路口。
鄉道彰95線（大社路二段～一段）是排仔路頭至田中的道路，大致先以北北西—南南東走向經過本地區西部邊界地帶北側，再以西北—東南走向經過本地區西南部。由該道路北段向北北西可前往外三塊厝北部邊界地帶並止於鄉道彰83線路口，向東南可前往田中市區轉南南東再轉西微南而止於縣道150號（員集路二段）路口。
鄉道彰96線（復興路）是田中至復興的道路，大致以西南西－東北東走向經過本地區東南部凸出部分。由該道路向西南西可前往田中市區西北側的縣道150號路口，向東北東轉東再轉東南東可前往普興中部偏西南的縣道137號路口。

## 學校
- 文興中學

## 文化資產
- 田中書山祠（歷史建築）